# Vertragsübernahme
Die Vertragsübernahme (auch Vertragsübertragung) bezeichnet die Übernahme von vertraglichen Pflichten. Sie ist gekennzeichnet vom Eintritt einer neuen Person (bei gleichzeitigem Ausscheiden der anderen Person) in einen bereits bestehenden Vertrag. Die eintretende Partei übernimmt die gesamte vertragliche Rechtsstellung des Vorgängers.
Die Vertragsübernahme erfolgt entweder aufgrund gesetzlicher Anordnung oder unter Zustimmung aller Beteiligten des Schuldverhältnisses durch Vertrag. Abzugrenzen ist der Übernahmevertrag als Vertrag sui generis gegenüber der Abtretung gemäß §§ 398 ff. BGB und der Schuldübernahme gemäß § 414 BGB.

## Vertragsübernahme kraft Gesetzes
Gesetzlich geregelte Fälle der Vertragsübernahme sind § 566 BGB, wonach der Erwerber von vermietetem Wohnraum an Stelle des ursprünglichen Vermieters tritt, ferner § 613a BGB beim Betriebsübergang oder § 95 VVG bei der Veräußerung einer versicherten Sache. Im Rahmen einer Erbfolge tritt der Erbe kraft Gesetzes in die Vertragsverhältnisse des verstorbenen Erblassers ein.

## Die vertragliche Vertragsübernahme
Bei der Vertragsübernahme durch Vertrag schließen die drei beteiligten Personen einen Vertrag mit dem Inhalt, dass die eintretende Person die ausscheidende Person als Vertragspartei des übernommenen Vertrags ersetzt. Zu unterscheiden ist also zwischen dem übernommenen Vertrag und dem Übernahmevertrag.
Der Übernahmevertrag muss von allen drei Personen geschlossen werden; rechtstechnisch kann der Übernahmevertrag entweder durch dreiseitigen Vertrag oder durch zweiseitigen Vertrag zwischen Ausscheidenden und Eintretenden mit Zustimmung des verbleibenden Teils geschlossen werden.

## Formfragen und Verbraucherschutz
Ob der Übernahmevertrag in einer bestimmten Form geschlossen werden muss hängt davon ab, ob der übernommene Vertrag selbst einer gesetzlichen Form unterliegt. Wird der Übernahmevertrag im Wege des Zustimmungsmodells geschlossen, so kann die Zustimmung gemäß § 182 Abs. 2 BGB formfrei ergehen.
Der Übernahmevertrag kann auch besonderen Verbraucherschutzbestimmungen unterliegen. In den praktisch bedeutsamen Fällen der Übernahme eines Verbraucherdarlehensvertrags oder Ratenlieferungsvertrags wird der Übernahmevertrag so angesehen, als ob er selbst zu den genannten Verbraucherverträgen gehören würde, so dass für die Übernahmeabrede die Vorschriften über die verbraucherkreditrechtliche Schriftform, die Angabepflichten und das Widerrufsrecht gelten. Voraussetzung ist dann, dass der eintretende Teil und der verbleibende Teil in den persönlichen Anwendungsbereich der Verbraucherschutzbestimmungen fallen (Verbraucher beziehungsweise Existenzgründer einerseits und Unternehmer andererseits), sowie ferner, dass diese beiden Personen auch den Übernahmevertrag miteinander schließen – dies ist wohlgemerkt nicht der Fall, wenn der Übernahmevertrag in Form des Zustimmungsmodells erfolgt.